# Долга
Долга, або Довга (пол. Dołha) — село в Польщі, у гміні Дрелів Більського повіту Люблінського воєводства. Населення — 490 осіб (2011).

## Історія
1571 року вперше згадується православна церква в селі.
У часи входження до складу Російської імперії належало до Радинського повіту Сідлецької губернії. 1872 року місцева греко-католицька парафія налічувала 1033 вірян.
За даними етнографічної експедиції 1869—1870 років під керівництвом Павла Чубинського, у селі проживали лише греко-католики, усе населення розмовляло українською мовою.
У міжвоєнні 1918—1939 роки польська влада в рамках великої акції руйнування українських храмів на Холмщині і Підляшші перетворила місцеву православну церкву на римо-католицький костел.
У 1975—1998 роках село належало до Білопідляського воєводства.

## Демографія
Демографічна структура станом на 31 березня 2011 року:
|          | Загалом | Допрацездатний вік | Працездатний вік | Постпрацездатний вік |
| -------- | ------- | ------------------ | ---------------- | -------------------- |
| Чоловіки | 242     | 65                 | 152              | 25                   |
| Жінки    | 248     | 58                 | 128              | 62                   |
| Разом    | 490     | 123                | 280              | 87                   |

## Культура
- Колишній греко-католицький і православний цвинтар з початку XIX століття, нині римо-католицький[2]